# George Hickenlooper
George Hickenlooper (Saint Louis, 25 maggio 1963 – Denver, 29 ottobre 2010) è stato un regista, sceneggiatore, produttore cinematografico e attore statunitense.

## Biografia
Hickenlooper nasce a Saint Louis. La madre era assistente sociale e attrice teatrale al tempo stesso, mentre suo padre era insegnante e drammaturgo. Era pronipote del direttore d'orchestra Leopold Stokowski. Già dal liceo comincia a nutrire passione per il cinema fino a quando non si laurea in storia e studi della cinematografia all'Università Yale, entrando poi in stretto contatto con il produttore Roger Corman, il quale lo lancerà come regista nel film documentario del 1988 Art, Acting, and the Suicide Chair: Dennis Hopper.
Nel 1991 realizza il documentario Viaggio all'inferno, basato sul periodo di produzione del film Apocalypse Now. Il film fu presentato al Festival di Cannes e ha vinto numerosi premi, tra cui un Emmy Award alla regia e il National Board of Review Award al miglior documentario.
Morì il 29 ottobre 2010, all'età di 47 anni, a causa di un'overdose di antidolorifici combinata con ossimorfone e alcol.

## Vita privata
Era cugino del politico John Hickenlooper, il quale recitò anche in un cameo per il suo ultimo film Il gioco dei soldi.

## Filmografia
- Art, Acting, and the Suicide Chair: Dennis Hopper (1988)
- Viaggio all'inferno (Hearts of Darkness: A Filmmaker's Apocalypse) (1991)
- Picture This: The Times of Peter Bogdanovich in Archer City, Texas (1991)
- Ghost Brigade (1993)
- Some Folks Call it a Sling Blade (1994)
- The Low Life (1995)
- Persons Unknown (1996)
- Dogtown (1997)
- The Big Brass Ring (1997)
- Monte Hellman: American Auteur (1997)
- The Big Brass Ring (1999)
- The Man from Elysian Fields (2001)
- Being Mick (2001)
- Mayor of the Sunset Strip (2003)
- Bizarre Love Triangle (2005)
- Factory Girl (2006)
- Speechless (2008)
- Out in the City (2009)
- 'Hick' Town (2009)
- Il gioco dei soldi (Casino Jack) (2010)